# Моцкус, Дарюс
Дарюс Моцкус (лит. Darius Mockus, 29 марта 1965, Вильнюс) — литовский предприниматель, миллионер, один из самых богатых людей в Литве (считающийся третьим по богатству человеком в Литве).
Дарюс Моцкус — президент, единоличный владелец концернa «MG Baltic» (владелец крупнейшего в странах Балтии продавца одежды Apranga).

## Биография
В 1988 г. окончил Вильнюсский университет, факультет экономики по специальности индустриальное планирование. Бизнес начал, создав консультационный кооператив «Литас». C 1990 г. исполнительный директор АО «Летувос Биржа». 1991—1992 — президент «Летувос инвестиция». В 2000 г. становится директором концерна «MG Baltic», а уже в 2002 г. президентом.

## Другoe
Президент Ассоциации торгово-промышленных палат Литвы.

## Награды
- Памятный знак за личный вклад в развитие трансатлантических отношений Литвы и по случаю приглашения Литовской Республики в НАТО (12 февраля 2003 года, Литва)[1].
- Орден Белой звезды 3 класса (30 сентября 2004 года, Эстония)[2].